# 821 Esquadró Aeri Naval
El 821 Esquadró Aeri Naval (anglès: 821 Naval Air Squadron) va ser un esquadró basat en portaavions del Fleet Air Arm de la Royal Navy format el 3 d'abril de 1933 amb la transferència i fusió de l'avió Fairey III dels vols 446 i la meitat del 455 (Reconeixement de la Flota) Royal Air Force al recentment creat Fleet Air Arm de la Royal Air Force. L'esquadró va funcionar durant la Segona Guerra Mundial.

## Història

### Pre-guerra
L'esquadra va ser actualitzada per utilitzar l'avió Fairey Seal, i després es va embarcar a bord de l'HMS Courageous amb la Home Fleet el maig de 1933. La crisi d'Abissínia l'agost de 1935 va fer que l'esquadró fos traslladat breument al Mediterrani, però va tornar al Regne Unit al febrer de 1936 i va rebre els seus Seals al 822 Esquadró Naval Aeri, rebent a canvi Blackburn Shark IIs, que va utilitzar per ocupar el paper de Reconeixement de Torpediners. Al setembre de 1937, els Sharks van ser substituïts per Fairey Swordfish i l'esquadró es va traslladar al nou portaavions HMS Ark Royal el novembre de 1938. Van navegar cap al Mediterrani a la primavera de 1939 i, a mesura que s'albirava la guerra, van ser traslladats al control de l'Almirallat el 24 de maig de 1939.

### Segona Guerra Mundial
Operant a l'Ark Royal, l'esquadró va ser el responsable de la primera victòria aliada de la guerra contra un U-boat, quan van enfonsar l'U-39, després que hagués intentat sense èxit torpedinar l'Ark Royal. L'esquadró va navegar amb el portaavions cap a l'Atlàntic Sud i l'oceà Índic, a la recerca d'atacs corsaris alemanys . Després d'operar breument al Mediterrani, la invasió alemanya de Noruega l'abril de 1940 va fer que l'Ark Royal fos retirat per donar suport a les operacions aliades a Noruega. L'esquadró es va utilitzar per atacar posicions enemigues, però el 21 de juny es va intentar enfonsar el cuirassat alemany  Scharnhorst. L'esquadra va patir grans pèrdues en aquesta operació sense èxit i es va veure obligat a dissoldre's al desembre. Un sol vol, el X Vol, va continuar en servei, però, amb sis avions. Van navegar cap a Gibraltar a bord del HMS Argus i després cap a Malta a bord de l'HMS Ark Royal. Van cobrir els combois de Malta, abans de ser absorbits pel 815 esquadró aeri naval.
L'esquadró 821 es va tornar a formar a Detling el juliol de 1941, inicialment encarregat de dur a terme tasques antisubmarines a les Orcades. El novembre van ser traslladats a Egipte, i el març de 1942 van ser reequipats amb sis Fairey Albacores. Van dur a terme bombardejos a Rodes, i a Egipte van ser actius en el suport de les forces terrestres a Maaten Bagush, Gambut i Daba. L'esquadró 821 va ser transferit de nou al novembre de 1942 per operar des deRAF Hal Far, a Malta, atacant els combois de subministrament enemics dirigits al nord d'Àfrica. Quatre dels avions de l'esquadró van ser traslladats a Castel Benito, Trípoli el març de 1943 per donar suport als bombardejos nocturns de la Royal Air Force a Líbia. El juliol de 1943, en el moment de l'operació Husky, l'esquadró 821 estava basat a Hal Far a Malta amb Albacores per a torpedes/observadors/reconeixement. Tot l'esquadró es va traslladar a Tunis al juny per atacar la navegació enemiga. El 821 Esquadró va tornar al Regne Unit a l'octubre i es va dissoldre de nou.
Es va reformar de nou el maig de 1944, aquesta vegada equipat amb 12 Fairey Barracuda IIs i operant com un esquadró de torpediners de reconeixement. L'esquadró va ser embarcada a bord del HMS Puncher al novembre i va navegar cap a l'Extrem Orient. Van dur a terme operacions de col·locació de mines el febrer de 1945, amb els Barracuda III, i des d'abril amb sis F4F Wildcats fins al juny de 1945. L'esquadró va estar actiu fins al febrer de 1946.